# 交響曲第2番 (ウォルトン)
ウィリアム・ウォルトンの交響曲 第2番（英語：Symphony No. 2）は、ロイヤル・リヴァプール・フィルハーモニー協会の依嘱作品として作曲された作品。

## 概要
本作は、ジョン・プリッチャード指揮ロイヤル・リヴァプール・フィルハーモニー管弦楽団によって1960年のエディンバラ音楽祭にて初演された。本作以降もウォルトンは交響曲の構想を練ってはいたものの、完成された交響曲としては、結局ウォルトンの最後の作品となった（交響曲第3番は未完）。
ヨーロッパで前衛音楽が上昇気流に乗っていた時局に、このように一見したところ保守的な作曲様式を採ったことは、酷評の的になった。しかしながら時代が下がるにつれて、本作はウォルトンならではの洗練された管弦楽法ゆえに見事に職人芸が発揮された、精巧で成熟した作品であることが認知されるようになってきた。終楽章では、十二音技法によって音列操作が行われていることも見過ごせない。

## 構成
以下の3つの楽章から成る。
1. アレグロ・モルト Allegro molto
2. レント・アッサイ Lento assai
3. 「パッサカリア」。主題と変奏、フガートおよびスケルツォ風コーダ Passacaglia: Theme, Variations, Fugato, and Coda-Scherzando

## 楽器編成
以下のような大編成のオーケストラが起用されている。
フルート2（ピッコロと持ち替え）、オーボエ2（イングリッシュホルンと持ち替え）、クラリネット2（第2クラリネットは変ホ管と持ち替え）、バスクラリネット（クラリネットと持ち替え）、ファゴット3（第3ファゴットはコントラファゴットと持ち替え）、ホルン4、トランペット3、トロンボーン3、チューバ、ティンパニ、打楽器（奏者4人）、ピアノ、チェレスタ、ハープ2、弦五部